# Estadio Olímpico Santa Teresita
El Estadio Olímpico Santa Teresita es una unidad deportiva multiusos situado en la ciudad de Tepic, Nayarit en México. Está ubicado en el centro de la ciudad, en la colonia Santa Teresita y Santa Cecilia. Tiene capacidad para 4000 personas y fue inaugurado el 27 de abril de 2014.
Junto al Estadio Coloso del Pacífico conforman la Unidad Deportiva Santa Teresita.

## Historia
El estadio fue inaugurado por dos razones, la primera es que en las colonias donde se encuentra había mucha delincuencia que se concentraba en la finca donde se construyó. La segunda es que la Arena Cora se encontraba muy lejos del centro de la ciudad y para acercar a la gente con el equipo de Segunda División. La obra fue dirigida por el gobierno de Roberto Sandoval.
En la actualidad, el estadio se utiliza como centro de entrenamiento para deportistas locales y en ocasiones se utiliza como sede de competencias estatales y nacionales, sobre todo del ramo del Atletismo.

## Inauguración
La inauguración del estadio se dio el domingo 27 de abril de 2014 en el partido de vuelta de los cuartos de final del Torneo Clausura 2014 de la Liga Premier entre Deportivo Tepic y Atlético Coatzacoalcos con marcador adverso de 2 por 0 para los coras que significaría la eliminación de los tepicenses.